# Budanjski Vrh
Budanjski Vrh är ett berg i Bosnien och Hercegovina.   Det ligger i entiteten Republika Srpska, i den sydöstra delen av landet, 40 km sydost om huvudstaden Sarajevo. Toppen på Budanjski Vrh är 803 meter över havet, eller 50 meter över den omgivande terrängen. Bredden vid basen är 0,92 km.
Terrängen runt Budanjski Vrh är kuperad.Närmaste större samhälle är Foča, 10,6 km sydost om Budanjski Vrh. 
I omgivningarna runt Budanjski Vrh växer i huvudsak lövfällande lövskog. Runt Budanjski Vrh är det ganska tätbefolkat, med 75 invånare per kvadratkilometer.